# Cabo Unión
Das Cabo Unión (spanisch) ist ein vergletschertes Kap auf der Nordwestseite der Trinity-Halbinsel im Grahamland auf Antarktische Halbinsel. Es liegt südwestlich des Mount Jacquinot am Ufer der Huon Bay.
Argentinische Wissenschaftler benannten es. Der weitere Benennungshintergrund ist nicht überliefert.